# Milly Vagn Nielsen
Milly Vagn Nielsen, født Svanberg 18. marts 1921 - 25. november 2009, var en en dansk tennisspiller medlem af B.93 og senere  HIK Tennis.
Milly Vagn Nielsen vandt 21 Danmarksmesterskaber.
Milly Vagn Nielsen blev begravet fra den dansk kirke i London. 